# کالوی لایتینن
کالوی لایتینن (انگلیسی: Kalevi Laitinen; ۱۹ مهٔ ۱۹۱۸ – ۶ ژانویهٔ ۱۹۹۷) ژیمناست هنری اهل فنلاند بود.